# Produce X 101
Produce X 101 (kor. 프로듀스 X 101, stylizowane na PRODUCE X 101) – południowokoreański survivalowy reality show transmitowany na antenie Mnet, czwarty sezon z serii Produce 101. Jest to duży projekt, w którym spośród 101 uczestników publiczność wybierze 11 osób, które utworzą nową grupę, a także jej koncept, debiutancki singel i nazwę zespołu. Program emitowany był od 3 maja do 19 lipca 2019 roku.

## Promocja i produkcja
14 grudnia 2018 Mnet opublikowało pierwszy zwiastun programu, pod koniec Mnet Asian Music Awards w 2018 roku w Hongkongu.
28 lutego 2019 roku potwierdzono, że grupa debiutująca będzie aktywna przez pięć lat: z 2,5-letnim ekskluzywnym kontraktem i kolejnym 2,5-letnim niewyłącznym, co oznacza, że ewentualni członkowie mogliby powrócić do swoich oryginalnych agencji po pierwszej połowie.
Na potrzeby programu zostało zatrudnionych kilku artystów do treningu uczestników. W roli prowadzącego wystąpił Lee Dong-wook. Zajęcia wokalne prowadzili Lee Seok-hun z SG Wannabe oraz Shin Yu-mi. Bae Yoon-jeong, Kwon Jae-seung i Choi Young-jun nadzorowali zajęcia taneczne, a Cheetah prowadziła zajęcia rapu.
Uczestnicy wystąpili po raz pierwszy w programie M Countdown 21 marca 2019 roku. Grupa została przedstawiona przez Lee Dong-wooka, a uczestnicy wykonali piosenkę „X1-MA” (kor. _지마).
Nowością w tej serii jest ocena X – najniższa, która zastąpiła F i z którą uczestnicy są najbardziej narażeni na wyeliminowanie. Co więcej, wybór jedenastego członka ostatecznego składu grupy zadecyduje całkowita liczba głosów, które zgromadzi przez cały sezon, co oznacza, że uczestnik, który zajmie 11. miejsce w finale, niekoniecznie stanie się jedenastym członkiem zwycięskiej grupy.

## Uczestnicy
Im Si-U opuścił program przed ponowną oceną z przyczyn osobistych. Po emisji 1. odcinka, Yun Seo-bin (JYP Entertainment) opuścił program po zarzutach znęcania się. Choi Byung-chan opuścł program z powodu problemów zdrowotnych.
Kolejność według oficjalnej strony internetowej.
Legenda
     Zrezygnował z udziału
     Wyeliminowany w piątym odcinku
     Wyeliminowany w ósmym odcinku
     Wyeliminowany w ósmym odcinku, wrócił jako X
     Wyeliminowany w jedenastym odcinku
     Zwycięska grupa
| Agencja                  | Imię                               | Ocena sędziów | Ocena sędziów |
| Agencja                  | Imię                               | 1             | 2             |
| ------------------------ | ---------------------------------- | ------------- | ------------- |
| Indywidualni stażyści    | Lee Eugene (이유진)                | X             | F             |
| Indywidualni stażyści    | Choi Su-hwan (최수환)              | A             | A             |
| Indywidualni stażyści    | Kang Seok-hwa (강석화)             | C             | B             |
| Indywidualni stażyści    | Kim Sung-yeon (김성연)             | C             | B             |
| Indywidualni stażyści    | Park Jin-yeol (박진열)             | C             | C             |
| Indywidualni stażyści    | Lee Hyeop (이협)                   | C             | C             |
| Indywidualni stażyści    | Lee Ha-min (이하민)                | A             | B             |
| Indywidualni stażyści    | Im Si-u (임시우)                   | D             | –             |
| Indywidualni stażyści    | Jung Young-bin (정영빈)            | B             | B             |
| A_CONIC (에이코닉)       | Kwon Tae-eun (권태은)              | X             | F             |
| AAP.Y                    | Kang Hyeon-su (강현수)             | A             | A             |
| AAP.Y                    | Lee Mi-dam (이미담)                | B             | C             |
| AAP.Y                    | Jung Myung-hoon (정명훈)           | B             | C             |
| Around Us Entertainment  | Woo Je-won (우제원)                | A             | B             |
| Around Us Entertainment  | Jeong Jae-hun (정재훈)             | A             | C             |
| Around Us Entertainment  | Choi Si-hyuk (최시혁)              | B             | C             |
| Astory Entertainment     | Jeon Hyun-woo (전현우)             | B             | B             |
| Astory Entertainment     | Heo Jin-ho (허진호)                | C             | B             |
| BrandNew Music           | Kim Si-hun (김시훈)                | B             | A             |
| BrandNew Music           | Yun Jung-hwan (윤정환)             | A             | B             |
| BrandNew Music           | Lee Eun-sang (이은상)              | A             | C             |
| BrandNew Music           | Hong Seong-jun (홍성준)            | B             | F             |
| C9 Entertainment         | Keum Dong-hyun (금동현)            | B             | C             |
| C9 Entertainment         | Lee Jae-bin (이재빈)               | B             | C             |
| Chandelier Music         | Peak (픽)                          | D             | D             |
| Cre.ker Entertainment    | Gwon Hui-jun (권희준)              | X             | F             |
| DS Entertainment         | Steven Kim (스티븐 킴)             | X             | D             |
| DSP Media                | Son Dong-pyo (손동표)              | B             | A             |
| DSP Media                | Lee Jun-hyuk (이준혁)              | C             | A             |
| DSP Media                | Lee Hwan (이환)                    | B             | B             |
| E Entertainment          | Won Hyuk (원혁)                    | B             | D             |
| E Entertainment          | Lee Won-jun (이원준)               | B             | D             |
| ESteem                   | Kim Seung-hwan (김승환)            | X             | F             |
| ESteem                   | Kim Jin-gon (김진곤)               | X             | D             |
| ESteem                   | Anzardi Timothee (앙자르디 디모데) | X             | F             |
| ESteem                   | Yuri (유리)                        | B             | D             |
| Enfant Terrible Company  | Choi Byung-hoon (최병훈)           | D             | F             |
| Fantagio                 | Han Gi-chan (한기찬)               | X             | C             |
| Gost Entertainment       | Yun Hyun-jo (윤현조)               | X             | F             |
| Gost Entertainment       | Lee Sang-ho (이상호)               | X             | X             |
| Happy Face Entertainment | Won Hyun-sik (원현식)              | C             | D             |
| HONGYI Entertainment     | Wei Ziyue (위자월)                 | C             | F             |
| HONGYI Entertainment     | Tony (토니)                        | A             | F             |
| iME Korea                | Lee Se-jin (이세진)                | X             | F             |
| JH1                      | Uehara Jun (우에하라 준)           | D             | C             |
| Jellyfish Entertainment  | Kim Min-gyu (김민규)               | X             | D             |
| Jellyfish Entertainment  | Choi Jun-seong (최준성)            | B             | D             |
| JYP Entertainment        | Yun Seo-bin (윤서빈)               | C             | X             |
| Kiwi Media Group         | Kim Hyeong-min (김형민)            | D             | C             |
| Kiwi Media Group         | Song Chang-ha (송창하)             | C             | C             |
| Kiwi Media Group         | Lim Da-hun (임다훈)                | C             | D             |

| Agencja                   | Imię                          | Ocena sędziów | Ocena sędziów |
| Agencja                   | Imię                          | 1             | 2             |
| ------------------------- | ----------------------------- | ------------- | ------------- |
| Krazy Entertainment       | Kim Kwan-woo (김관우)         | D             | D             |
| Maroo Entertainment       | Lee Woo-jin (이우진)          | X             | F             |
| Maroo Entertainment       | Lee Jin-woo (이진우)          | C             | B             |
| Maroo Entertainment       | Lee Tae-seung (이태승)        | X             | F             |
| MBK Entertainment         | Kim Yeong-sang (김영상)       | D             | F             |
| MBK Entertainment         | Nam Do-hyon (남도현)          | A             | D             |
| MBK Entertainment         | Lee Han-gyul (이한결)         | C             | D             |
| Million Market            | Yoo Geun-min (유건민)         | C             | D             |
| MLD Entertainment         | Kim Dong-bin (김동빈)         | B             | C             |
| Music Works               | Kim Kook-heon (김국헌)        | A             | A             |
| Music Works               | Song Yu-vin (송유빈)          | A             | A             |
| NEST Entertainment        | Park Yoon-sol (박윤솔)        | C             | A             |
| NEST Entertainment        | Oh Sae-bom (오새봄)           | C             | C             |
| OUI Entertainment         | Kim Yo-han (김요한)           | A             | C             |
| Plan A Entertainment      | Choi Byung-chan (최병찬)      | A             | A             |
| Plan A Entertainment      | Han Seung-woo (한승우)        | A             | A             |
| Plasma Entertainment      | Park Si-on (박시온)           | X             | F             |
| SF Entertainment          | Sung Min-seo (성민서)         | D             | D             |
| sidusHQ                   | Park Sun-ho (박선호)          | B             | B             |
| Source Music              | Kim Hyeon-bin (김현빈)        | D             | A             |
| Source Music              | Yoon Min-gook (윤민국)        | D             | B             |
| Source Music              | Tsai Chiahao (채가호)         | D             | C             |
| The South                 | Nam Dong-hyun (남동현)        | A             | C             |
| Starship Entertainment    | Kang Min-hee (강민희)         | X             | D             |
| Starship Entertainment    | Koo Jung-mo (구정모)          | X             | F             |
| Starship Entertainment    | Moon Hyun-bin (문현빈)        | D             | A             |
| Starship Entertainment    | Song Hyung-jun (송형준)       | X             | D             |
| Starship Entertainment    | Ham Won-jin (함원진)          | D             | A             |
| Stone Music Entertainment | Kim Sung-hyun (김성현)        | C             | C             |
| Think About Entertainment | Kim Jun-jae (김준재)          | X             | F             |
| TOP Media                 | Kim Woo-seok (김우석)         | B             | A             |
| TOP Media                 | Lee Jin-hyuk (이진혁)         | B             | A             |
| Urban Works Media         | Kim Dong-kyu (김동규)         | C             | B             |
| Urban Works Media         | Kim Min-seo (김민서)          | D             | B             |
| Urban Works Media         | Byeon Seong-tae (변성태)      | D             | D             |
| Urban Works Media         | Hong Sung-hyeon (홍성현)      | B             | C             |
| VINE Entertainment        | Baek Jin (백진)               | B             | F             |
| WM Entertainment          | Lee Gyu-hyung (이규형)        | C             | C             |
| Woollim Entertainment     | Kim Dong-yoon (김동윤)        | D             | B             |
| Woollim Entertainment     | Kim Min-seo (김민서)          | X             | F             |
| Woollim Entertainment     | Moon Jun-ho (문준호)          | X             | F             |
| Woollim Entertainment     | Joo Chang-uk (주창욱)         | D             | B             |
| Woollim Entertainment     | Cha Jun-ho (차준호)           | C             | C             |
| Woollim Entertainment     | Hwang Yun-seong (황윤성)      | B             | D             |
| WUZO Entertainment        | Choi Jin-hwa (최진화)         | A             | D             |
| YG Entertainment          | Hidaka Mahiro (히다카 마히로) | D             | D             |
| YG Entertainment          | Wang Jyun-hao (왕군호)        | C             | F             |
| Yuehua Entertainment      | Yu Seong-jun (유성준)         | X             | F             |
| Yuehua Entertainment      | Cho Seung-youn (조승연)       | B             | B             |
| Yuehua Entertainment      | Hwang Geum-ryul (황금률)      | C             | B             |

## Ranking
11 najlepszych uczestników wybranych przez internetowe głosowanie na stronie głównej programu i głosowania publiczności na żywo pokazane na końcu każdego odcinka. Ten ranking przedstawia Top 11 stażystów, którzy ostatecznie utworzą zespół.

### Pierwszy etap głosowania
| #  | Odcinek 1 (głosy online) | Odcinek 2 (głosy online) | Odcinek 3 (głosy online) | Odcinek 4 (głosy „na żywo”) | Odcinek 4 (głosy „na żywo”) | Odcinek 5 (głosy łączne) | Odcinek 5 (głosy łączne) |
| #  | Odcinek 1 (głosy online) | Odcinek 2 (głosy online) | Odcinek 3 (głosy online) | Imię                        | Głosy                       | Imię                     | Głosy                    |
| -- | ------------------------ | ------------------------ | ------------------------ | --------------------------- | --------------------------- | ------------------------ | ------------------------ |
| 1  | Kim Min-gyu              | Kim Yo-han               | Kim Yo-han               | Kim Hyun-bin                | 5850                        | Kim Yo-han               | 1 094 299                |
| 2  | Koo Jung-mo              | Lee Eun-sang             | Kim Min-gyu              | Lee Woo-jin                 | 5270                        | Kim Min-gyu              | 1 033 132                |
| 3  | Kim Yo-han               | Kim Min-gyu              | Lee Eun-sang             | Wei Zi Yue                  | 5180                        | Song Hyung-jun           | 1 024 849                |
| 4  | Cha Jun-ho               | Nam Do-hyon              | Song Hyung-jun           | Kim Woo-seok                | 5100                        | Kim Woo-seok             | 933 869                  |
| 5  | Kim Woo-seok             | Song Yu-vin              | Nam Do-hyun              | Won Hyuk                    | 4740                        | Lee Eun-sang             | 931 256                  |
| 6  | Son Dong-pyo             | Son Dong-pyo             | Kim Woo-seok             | Kim Dong-yoon               | 4710                        | Nam Do-hyun              | 844 597                  |
| 7  | Lee Yoo-jin              | Kim Woo-seok             | Son Dong-pyo             | Kim Yo-han                  | 4700                        | Son Dong-pyo             | 710 483                  |
| 8  | Lee Se-jin               | Park Seon-ho             | Song Yu-bin              | Choi Byung-chan             | 4350                        | Song Yu-bin              | 679 286                  |
| 9  | Song Hyung-jun           | Koo Jung-mo              | Koo Jung-mo              | Lee Jun-hyuk                | 3173                        | Koo Jung-mo              | 669 616                  |
| 10 | Lee Jin-woo              | Song Hyung-jun           | Park Sun-ho              | Ham Won-jin                 | 3164                        | Ham Won-jin              | 578 263                  |
| 11 | Kang Min-hee             | Cha Jun-ho               | Cha Jun-ho               | Lee Tae-sung                | 2138                        | Cha Jun-ho               | 499 672                  |

### Drugi i trzeci etap głosowania
| Etap drugi | Etap drugi               | Etap drugi                  | Etap drugi                  | Etap drugi               | Etap drugi               | Etap trzeci                  | Etap trzeci                  | Etap trzeci               | Etap trzeci               |
| #          | Odcinek 6 (głosy online) | Odcinek 7 (głosy „na żywo”) | Odcinek 7 (głosy „na żywo”) | Odcinek 8 (łączne głosy) | Odcinek 8 (łączne głosy) | Odcinek 10 (głosy „na żywo”) | Odcinek 10 (głosy „na żywo”) | Odcinek 11 (łączne głosy) | Odcinek 11 (łączne głosy) |
| #          | Odcinek 6 (głosy online) | Imię                        | Głosy                       | Imię                     | Głosy                    | Imię                         | Głosy                        | Imię                      | Głosy                     |
| ---------- | ------------------------ | --------------------------- | --------------------------- | ------------------------ | ------------------------ | ---------------------------- | ---------------------------- | ------------------------- | ------------------------- |
| 1          | Kim Woo-seok             | Lee Jin-hyuk                | 336 000                     | Kim Woo-seok             | 1 728 930                | Kim Yo-han                   | 172 000                      | Kim Yo-han                | 582 503                   |
| 2          | Song Hyung-jun           | Kang Hyeon-su               | 161 600                     | Lee Jin-hyuk             | 1 480 425                | Cho Seung-youn               | 72 500                       | Kim Woo-seok              | 457 477                   |
| 3          | Kim Min-gyu              | Kim Woo-seok                | 160 600                     | Kim Yo-han               | 1 458 183                | Nam Do-hyun                  | 55 000                       | Lee Jin-hyuk              | 351 174                   |
| 4          | Lee Jin-woo              | Won Hyuk                    | 151 400                     | Song Hyung-jun           | 1 418 328                | Song Hyeong-jun              | 50 500                       | Han Seung-woo             | 329 581                   |
| 5          | Kim Yo-han               | Koo Jung-mo                 | 95 200                      | Koo Jung-mo              | 1 334 726                | Kim Woo-seok                 | 20 115                       | Kim Min-gyu               | 290 944                   |
| 6          | Lee Eun-sang             | Hwang Yun-seong             | 61 200                      | Lee Eun-sang             | 1 313 074                | Lee Eun-sang                 | 20 095                       | Cho Seung-youn            | 281 580                   |
| 7          | Nam Do-hyun              | Han Seung-woo               | 58 000                      | Nam Do-hyun              | 1 265 468                | Han Seung-woo                | 20 091                       | Nam Do-hyun               | 272 795                   |
| 8          | Koo Jung-mo              | Lee Han-gyul                | 56 300                      | Lee Jin-woo              | 1 259 112                | Hwang Yun-seong              | 20 036                       | Song Hyeong-jun           | 242 818                   |
| 9          | Song Yuvin               | Song Yuvin                  | 54 500                      | Han Seung-woo            | 1 248 496                | Cha Jun-ho                   | 20 031                       | Lee Eun-sang              | 230 716                   |
| 10         | Ham Won-jin              | Nam Do-hyun                 | 49 900                      | Kim Min-gyu              | 1 238 668                | Keum Dong-hyun               | 15 500                       | Keum Dong-hyun            | 187 264                   |

### Wynik
Podczas ostatniego odcinka wyemitowanego 19 lipca 2019 roku ogłoszono nazwę boysbandu – X1.
| #  | Odcinek 12 (Łączne głosy) | Odcinek 12 (Łączne głosy) | Odcinek 12 (Łączne głosy)    |
| #  | Imię                      | Głosy                     | Głosy (od początku programu) |
| -- | ------------------------- | ------------------------- | ---------------------------- |
| 1  | Kim Yo-han                | 1 334 011                 | 4 468 996                    |
| 2  | Kim Woo-seok              | 1 304 033                 | 4 424 309                    |
| 3  | Han Seung-woo             | 1 079 200                 | 2 869 629                    |
| 4  | Song Hyung-jun            | 1 049 222                 | 3 735 217                    |
| 5  | Cho Seung-youn            | 929 311                   | 2 200 382                    |
| 6  | Son Dong-pyo              | 824 389                   | 2 762 824                    |
| 7  | Lee Han-gyul              | 794 411                   | 2 221 045                    |
| 8  | Nam Do-hyun               | 764 433                   | 2 382 860                    |
| 9  | Cha Jun-ho                | 756 939                   | 1 692 469                    |
| 10 | Kang Min-hee              | 749 444                   | 1 798 609                    |
| X  | Lee Eun-sang              | 689 489                   | 3 164 535                    |

## Dyskografia

### Single
| Rok                                            | Tytuł                                            | Najwyższa pozycja | Album              |
| Rok                                            | Tytuł                                            | KOR               | Album              |
| ---------------------------------------------- | ------------------------------------------------ | ----------------- | ------------------ |
| 2019                                           | „X1-MA”                                          | –                 | –                  |
| 2019                                           | „Ippeo ippeo” (kor. 이뻐 이뻐, ang. Pretty Girl) | 53                | 31 Boys 5 Concepts |
| 2019                                           | „Super Special Girl”                             | 139               | 31 Boys 5 Concepts |
| 2019                                           | „Umjikyeo” (kor. 움직여, ang. Move)              | 54                | 31 Boys 5 Concepts |
| 2019                                           | „Monday to Sunday”                               | 122               | 31 Boys 5 Concepts |
| 2019                                           | „U Got It”                                       | 33                | 31 Boys 5 Concepts |
| „–” oznacza, że wydawnictwo nie było notowane. |                                                  |                   |                    |

## Oglądalność
| No. | Data emisji          | Oglądalność |
| No. | Data emisji          | AGB Nielsen |
| --- | -------------------- | ----------- |
| 1   | 3 maja 2019(dts)     | 1,448%      |
| 2   | 10 maja 2019(dts)    | 2,309%      |
| 3   | 17 maja 2019(dts)    | 2,130%      |
| 4   | 24 maja 2019(dts)    | 2,244%      |
| 5   | 31 maja 2019(dts)    | 2,102%      |
| 6   | 7 czerwca 2019(dts)  | 2,230%      |
| 7   | 14 czerwca 2019(dts) | 2,019%      |
| 8   | 21 czerwca 2019(dts) | 2,183%      |
| 9   | 28 czerwca 2019(dts) | 2,508%      |
| 10  | 5 lipca 2019(dts)    | 2,314%      |
| 11  | 12 lipca 2019(dts)   | 2,220%      |
| 12  | 19 lipca 2019(dts)   | 3,892       |

## Następstwa programu
- Zwycięska grupa X1 zadebiutuje 27 sierpnia 2019[12].
- Lee Jin-hyuk (14.) wrócił do zespołu UP10TION.
- Song Yu-vin (15.) wrócił do zespołu Myteen.
- Choi Byung-chan (31.) wrócił do zespołu Victon.
- Kim Sung-hyun (44.) wrócił do zespołu IN2IT.